# Pristaulacus mourguesi
Pristaulacus mourguesi is een vliesvleugelig insect uit de familie van de Aulacidae. De wetenschappelijke naam van de soort is voor het eerst geldig gepubliceerd in 1935 door Maneval.